# さっちゃんのまほうのて
『さっちゃんのまほうのて』は、手に障害を持つ女の子を主人公にした日本の絵本。1985年に偕成社より出版され、25年間で65万部のロングセラーとなった。

## 概要
この本は「先天性四肢障害児父母の会」が「我が子や周囲に障害をどう伝えるか」という悩みに答える絵本を企画し、絵本作家田畑精一に制作を依頼したもの。「共同制作」として、著者欄には田畑の名前に続けて父母の会と のべ、しざわの名前が並ぶ。
絵本の執筆を依頼されたとき、田畑は受けるべきか迷ったが、会のスキーキャンプや餅つき、運動会などの活動に参加して、子どもたちや保護者らと交流し、母親たちの手記を読むうちに、障害を持つ子どもをしっかりと受け止め支え続ける父母の強い愛情を知るようになり、「明るく希望を抱ける作品」にしようと決心したという。
田畑は父母の会会員のさまざまな体験談を聞きながらのべ あきこ、しざわ さよこ らと構想を練り、物語をゆっくりと織りあげて行った。中でも「まほうのて」の説明が完成したのは、校了し、印刷にかかる直前だったという。編集を担当した安彦道代は、「これが田畑さんのペース」「絵本ができあがるまでに五年かかった」と振り返る。
1985年に偕成社より出版され、2010年までの25年間で約65万部の静かなロングセラーとなった。2009年から2010年にかけて、出版25周年を記念する全国巡回原画展が日本各地で開かれている（先天性四肢障害児父母の会主催）。

### 書誌情報
- 著者：たばた せいいち、先天性四肢障害児父母の会、のべ あきこ、しざわ さよこ（共同制作）
- タイトル：『さっちゃんの まほうのて』
- 出版社：偕成社
- 出版年月：1985年10月
- ISBN 978-4-03-330410-6

### あらすじ
生まれつき右手指に欠損を持つ女の子「さっちゃん」は、幼稚園のままごとでお母さん役をとりあいになったとき、自分の右手についての友だちの容赦ない言葉に深く傷つき幼稚園に行かなくなってしまうが、父母の愛情に裏打ちされた真摯な言葉と、幼稚園の友だち、先生との交流の中で静かな自信を取り戻していく。物語は、さっちゃんが幼稚園で友だちと遊びながらジャングル・ジムをてっぺんまで登ろうとしている場面で終わる。

## 関連書籍
- 中川正文『絵本・わたしの旅立ち』NPO「絵本で子育て」センター2006年
- 野辺明子『魔法の手の子どもたち―「先天異常」を生きる』太郎次郎社 (1993年 - 子どもたちと家族のその後。
- 先天性四肢障害児父母の会 (編)『 ぼくの手、おちゃわんタイプや―先天異常と子どもたち』三省堂 1984年 ISBN 4385349193
- 先天性四肢障害児父母の会 (編)『 わたしの体 ぜんぶだいすき』三省堂 2003年 ISBN 4385361398
- 先天性四肢障害児父母の会 (編)『これがぼくらの五体満足』三省堂 1999年 ISBN 4385358893
- 野辺 明子・横尾 京子・加部 一彦 (編) 『障害をもつ子を産むということ―19人の体験』中央法規出版 1999年 ISBN 4805817755
- 毛利 子来・山田 真・野辺 明子 『障害をもつ子のいる暮らし』筑摩書房 1995年 ISBN 4480857214